# ТЕС Hagen-Kabel
51°24′40.5″ пн. ш. 7°29′27.8″ сх. д. / 51.411250° пн. ш. 7.491056° сх. д.
ТЕС Hagen-Kabel — теплова електростанція в Німеччини у федеральній землі Північний Рейн-Вестфалія.
Введена в експлуатацію у 1981 році, ТЕС відносилась до першого покоління станцій, на яких застосували технологію комбінованого парогазового циклу. Для цього її оснастили обладнанням компанії Brown, Boveri & Cie: двома газовими турбінами потужністю по 77,5 МВт та паровою турбіною потужністю 88 МВт. Разом вони забезпечували паливну ефективність при виробництві електроенергії 45 %, що значно менше чим у парогазових блоків 2010-х років (можна порівняти з ТЕС Лаусвард або Іршинг), проте на рівні найкращих конденсаційних електростанцій, споруджених за наступні десятиліття.
Окрім виробництва електроенергії, станція призначалась для постачання тепла розташованому поряд паперовому комбінату, що доводило загальну паливну ефективність до 75 %.
В 2005 році компанія Alstom (правонаступник Brown, Boveri & Cie) провела модернізацію однієї із газових турбін, збільшивши її потужність до 96 МВт.
Станом на початок 2010-х загальна потужність ТЕС вважалася на рівні 251 МВт.